# Костел Небовзяття Пресвятої Діви Марії (Ланівці)
Костел Небовзяття Пресвятої Діви Марії в Ланівцях — колишня римсько-католицька церква в місті Ланівцях Лановецької громади Кременецького району Тернопільської области України.

## Відомості
- 1839 — згорів костел із дубового дерева.
- 1857 — за пожертви Єловецьких споруджено мурований храм у стилі ампір з колонами, який в 1860 році консекрував єпископ-ординарій Луцько-Житомирський Каспер Боровський.

У радянський період святиню перебудували на будинок культури.

## Настоятелі
- о. Петро Оринт.